# Giorgi Sichinava
Giorgi Vladimirovich Sichinava - em georgiano, გიორგი სიჭინავა e, em russo, Георгий Владимирович Сичинава (Gagra, 15 de setembro de 1944) é um ex-futebolista soviético de etnia osseta, que atuava como meia.

## Carreira
Giorgi Sichinava fez parte do elenco da Seleção Soviética na Copa do Mundo de 1966. 

## Ligações Externas
- Perfil (em inglês)